# Hygrobates estellae
Hygrobates estellae är en kvalsterart som beskrevs av Herbert Habeeb 1957. Hygrobates estellae ingår i släktet Hygrobates och familjen Hygrobatidae. Inga underarter finns listade i Catalogue of Life.